# Park Narodowy Iguazú
Park Narodowy Iguazú (Parque Nacional Iguazú) – park narodowy w Argentynie, położony na południowym brzegu rzeki Iguaçu. Utworzony został w 1934.
W 1984 roku Park Narodowy Iguazú został wpisany na listę światowego dziedzictwa UNESCO.

## Położenie
Park Narodowy Iguazú sąsiaduje z brazylijskim Parkiem Narodowym Iguaçu obejmującym leżący w Brazylii północny brzeg tej rzeki. Ochroną objęte są lasy deszczowe otaczające wodospady Iguaçu.

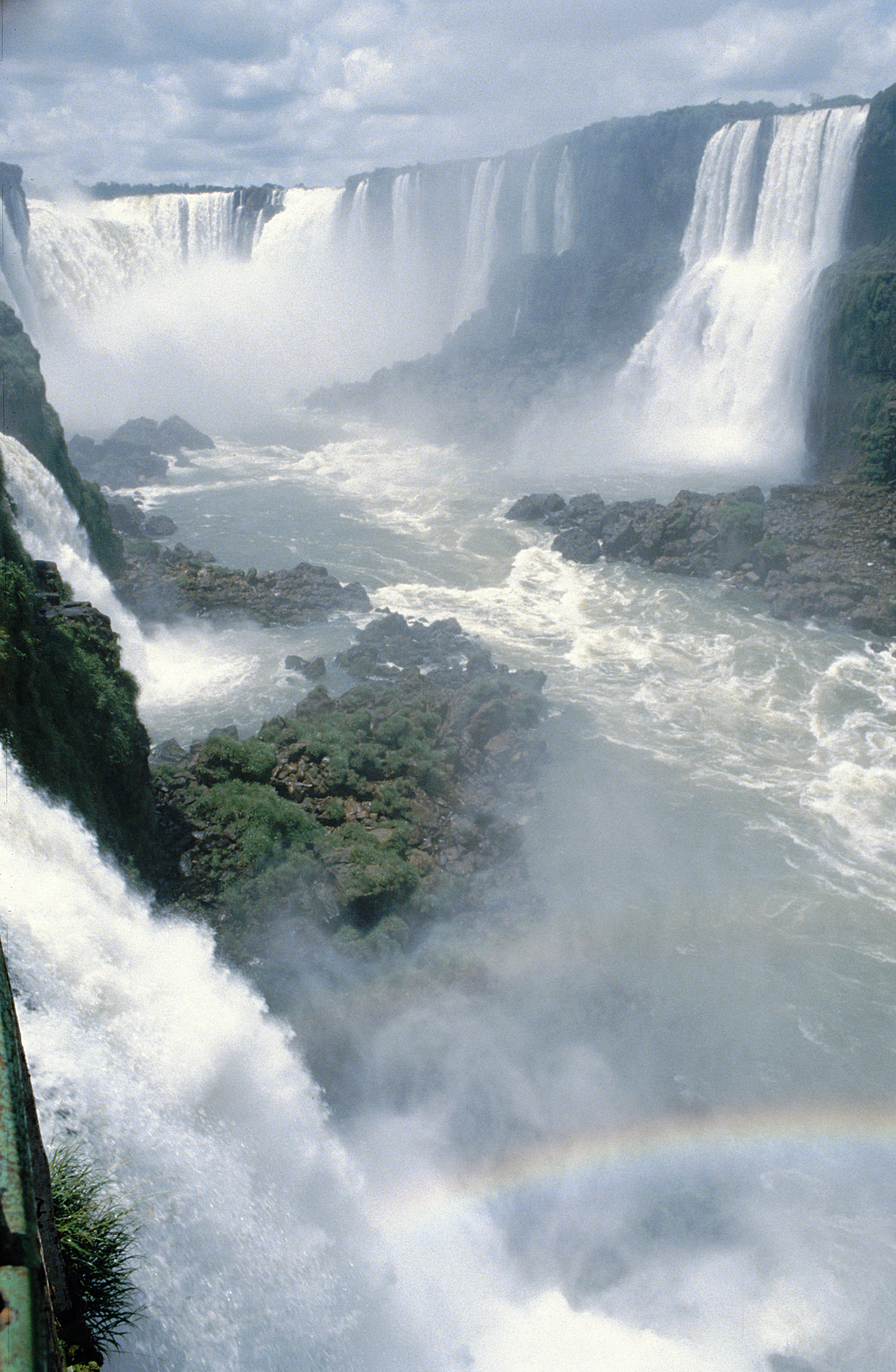
wodospady
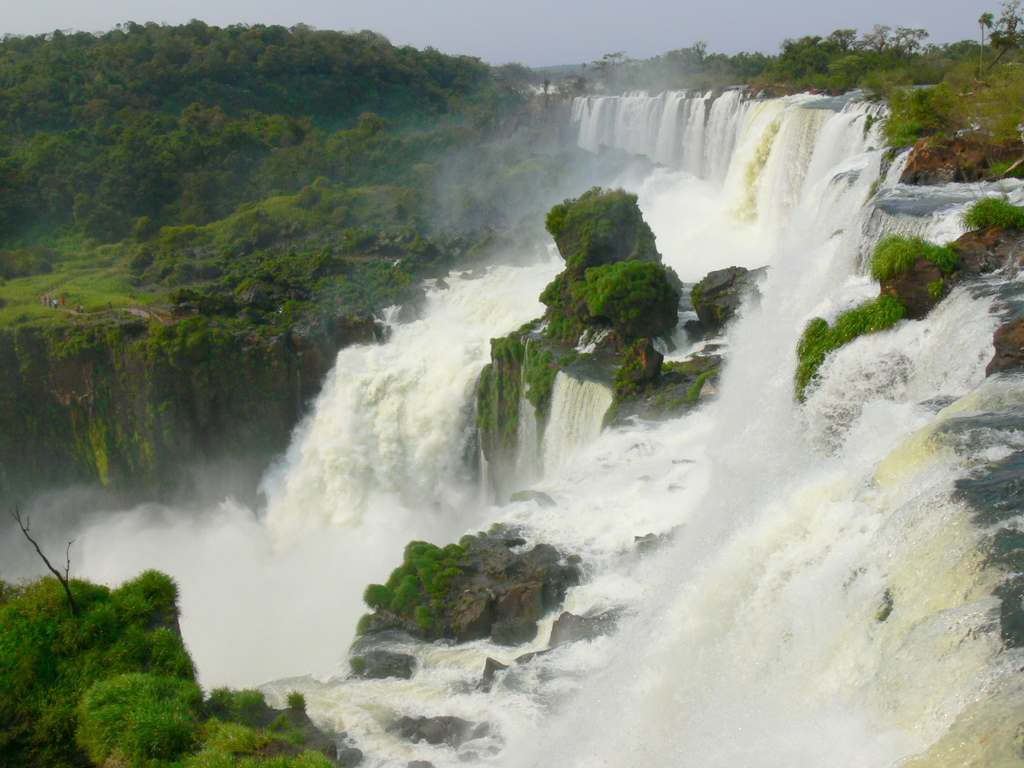
wodospady

## Flora
Wśród flory występującej w parku można wyróżnić takie gatunki jak Handroanthus heptaphyllus z rodziny bignoniowatych, Balfourodendron riedelianum z rodziny rutowatych, Chrysophyllum cainito z rodziny sączyńcowatych, Cordia gerascanthus z rodziny ogórecznikowatych, Peltophorum dubium z rodziny brezylkowych, schinus peruwiański z rodziny nanerczowatych czy gatunki mieszańcowe guzmanii z rodziny bromeliowatych.

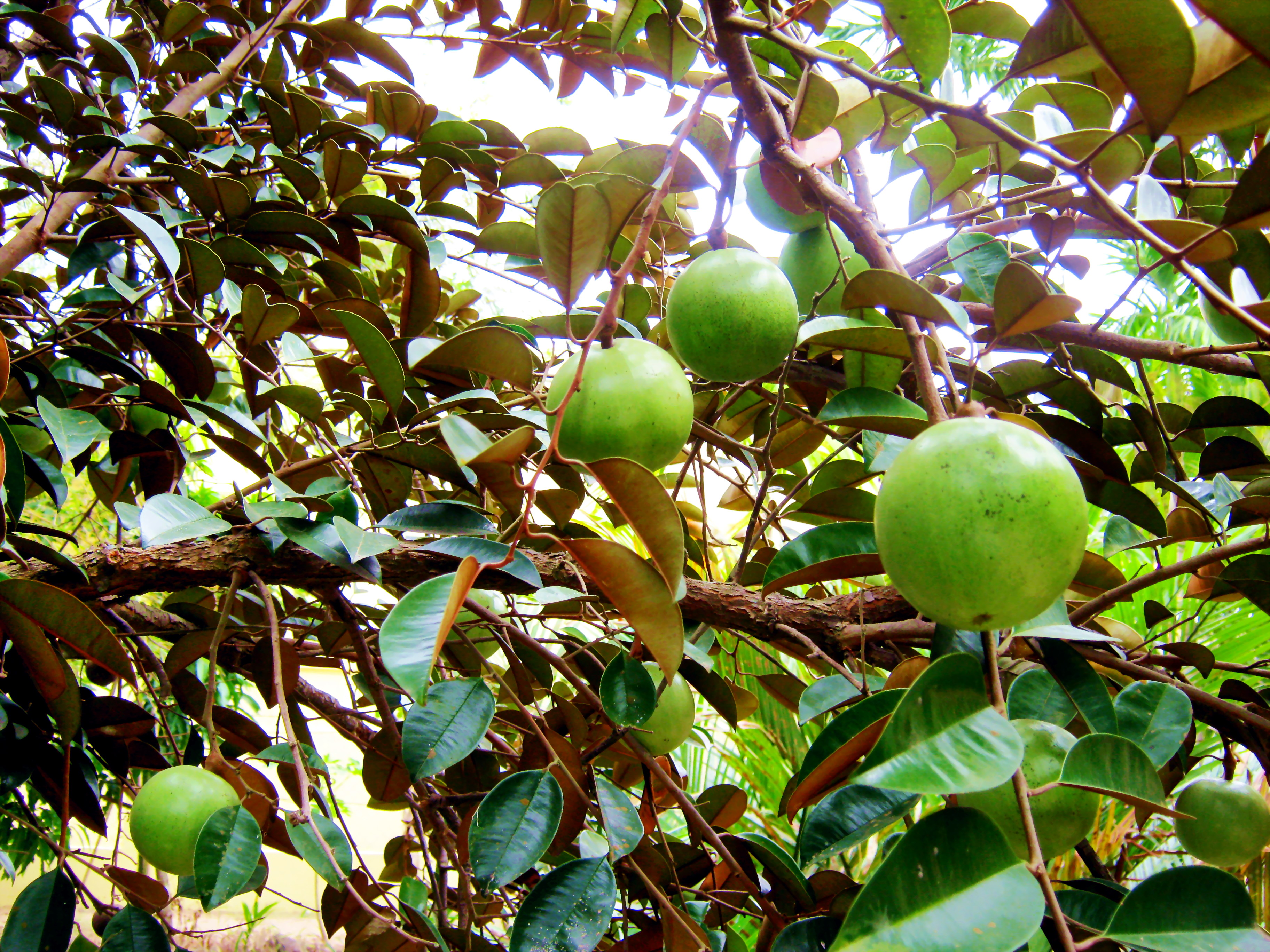
Chrysophyllum cainito
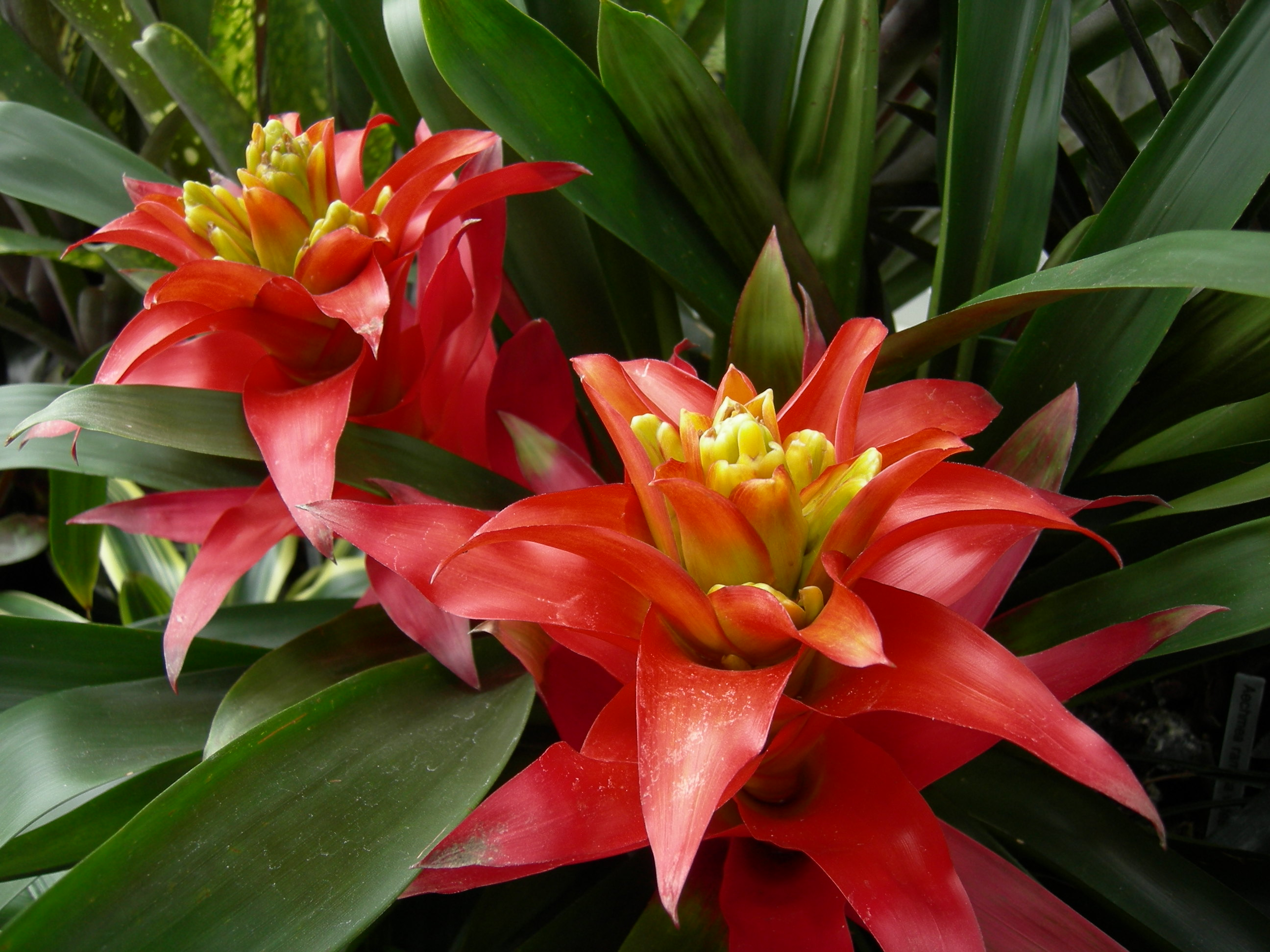
guzmania
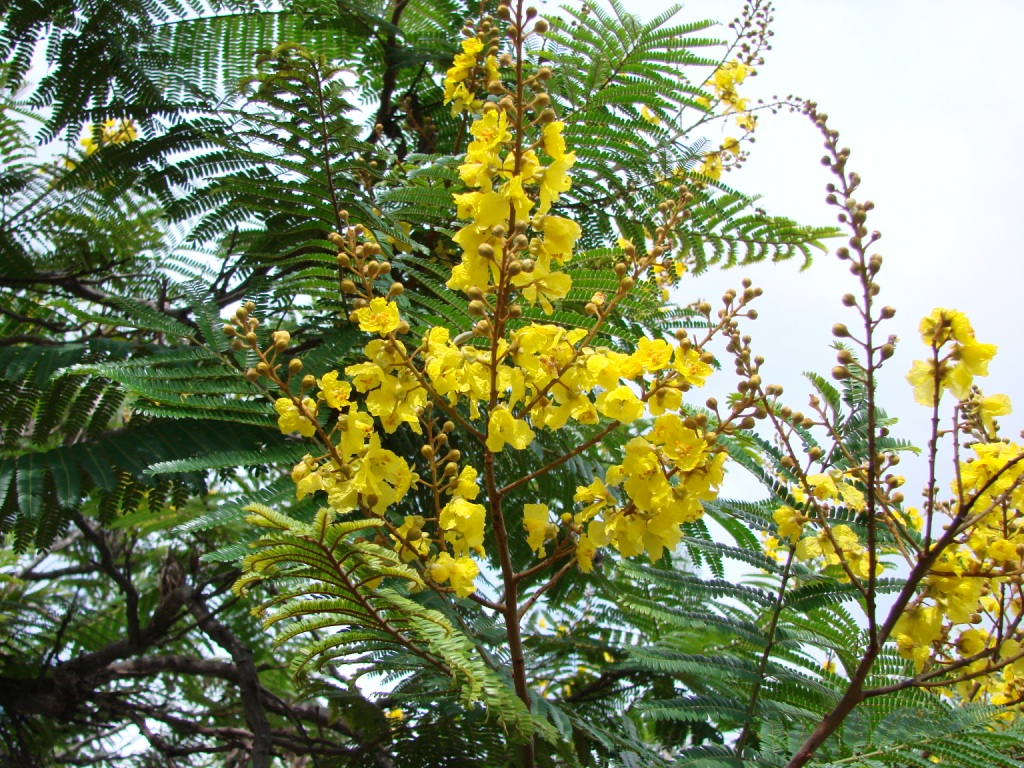
Peltophorum dubium
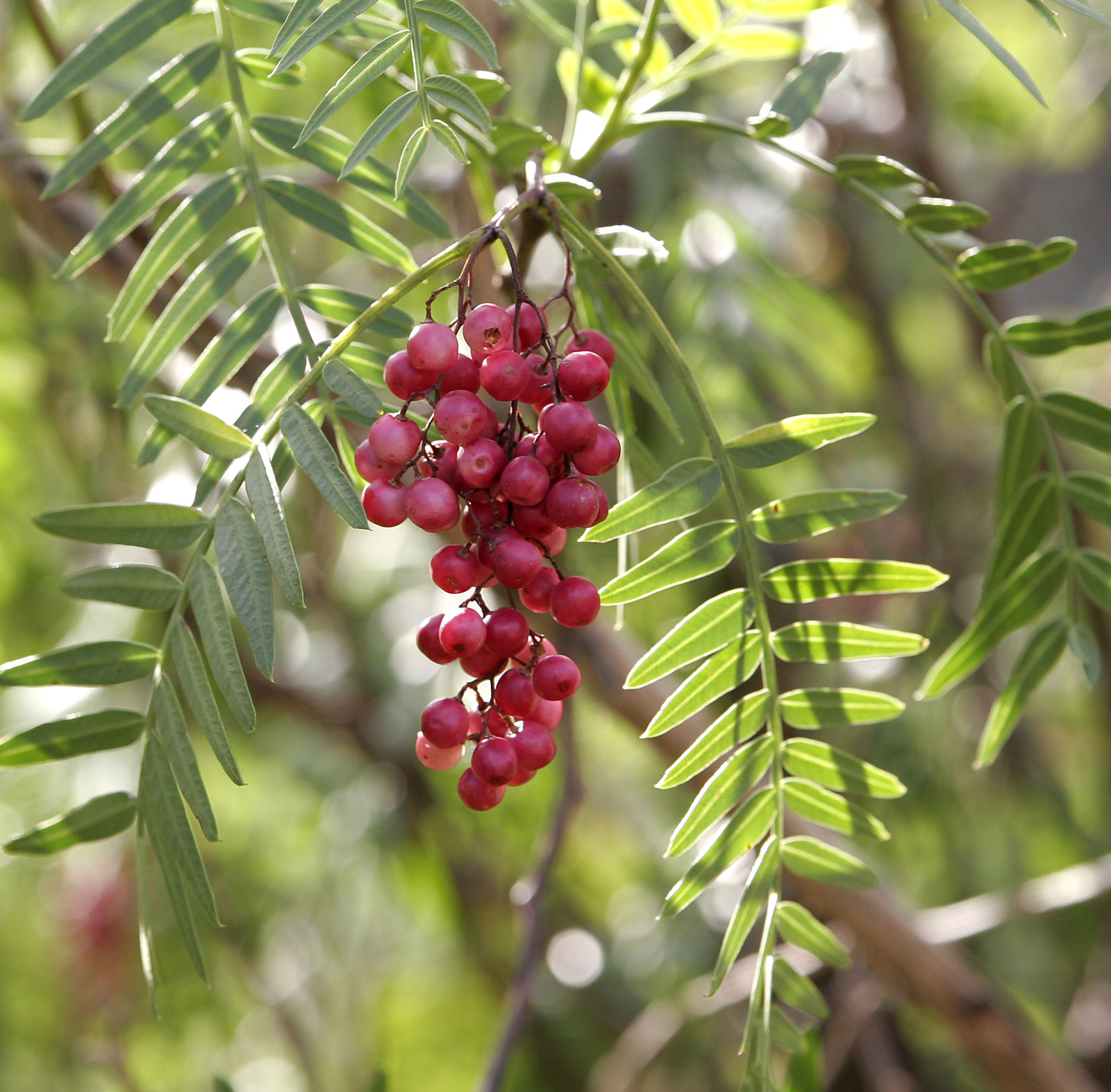
schinus peruwiański
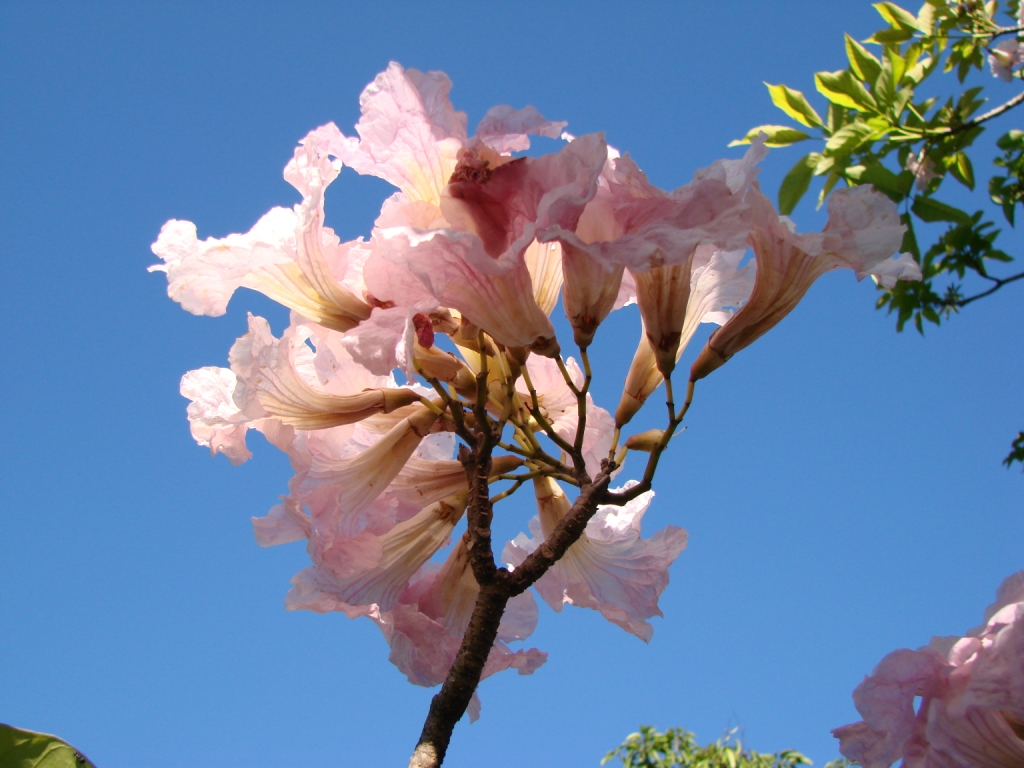
Handroanthus heptaphyllus

## Fauna
W parku zaobserwowano takie gatunki ptaków jak Aburria jacuntinga, figlarz flagosterny, amazonka pąsowa, siniaczek paskowany, modrowronka pluszogłowa, dzięcioł hełmiasty, harpia wielka, harpia gujańska, tracz brazylijski, tyrańczyk mały, grdacz czarnoczelny, szerokodziobek rdzawoskrzydły, ziarnojadek duży, ziarnojadek sierpodzioby, tygryska ciemna, kusacz samotny czy malachitka.
Występują tutaj także gatunki ssaków, w tym między innymi kapucynka czubata, ostronos rudy, pies leśny, szop rakojad, arirania, wydrówka rudawa, mrówkojad wielki, tapir anta, pekari białobrody, jaguar, kot tygrysi, ocelot, gatunek gryzonia – duchaczek leśny i gatunek nietoperza – Pygoderma bilabiatum.
Oprócz tego teren ten zamieszkują gady takie jak wąż Clelia plumbea czy żółw Phrynops williamsi.

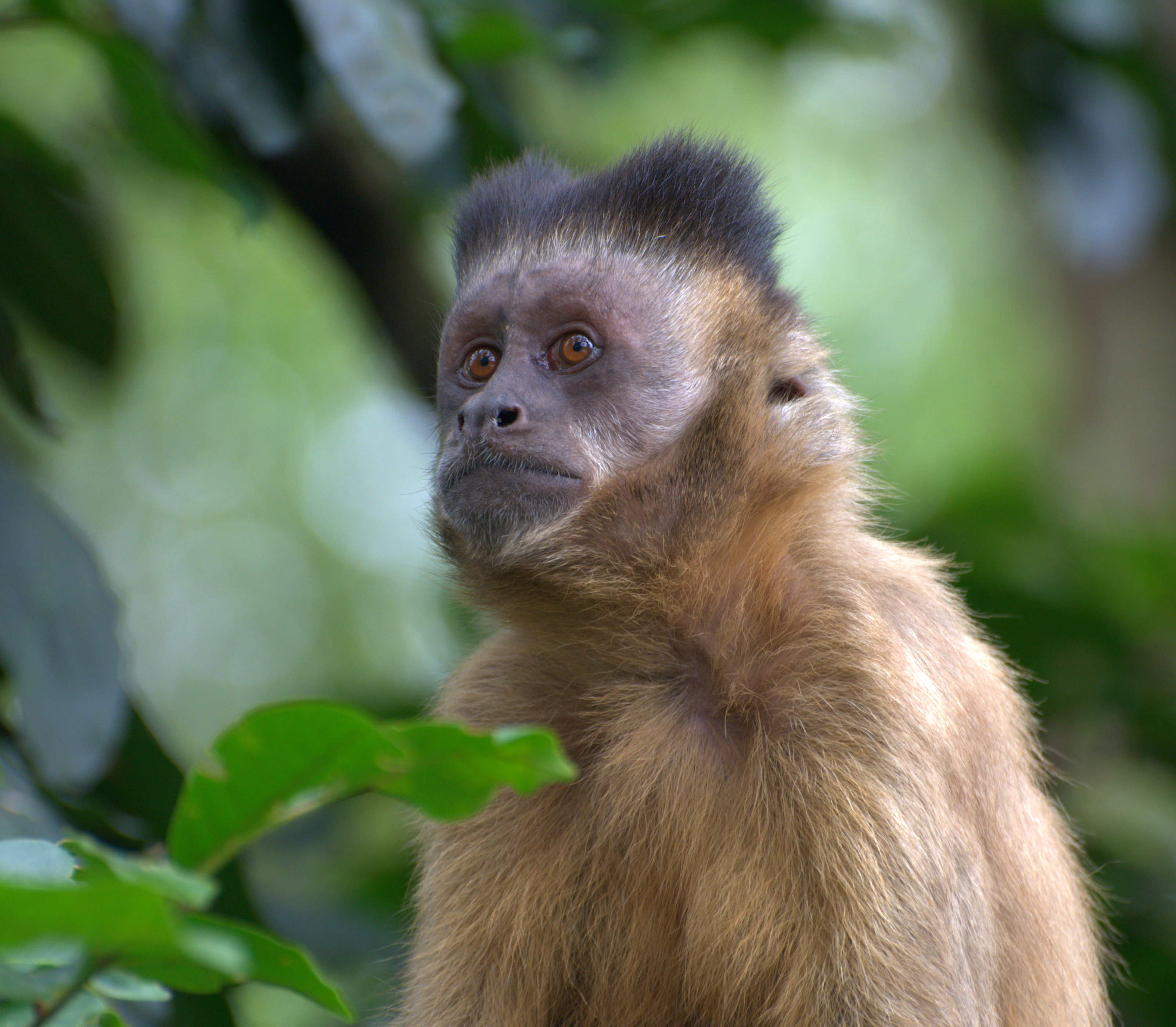
kapucynka czubata
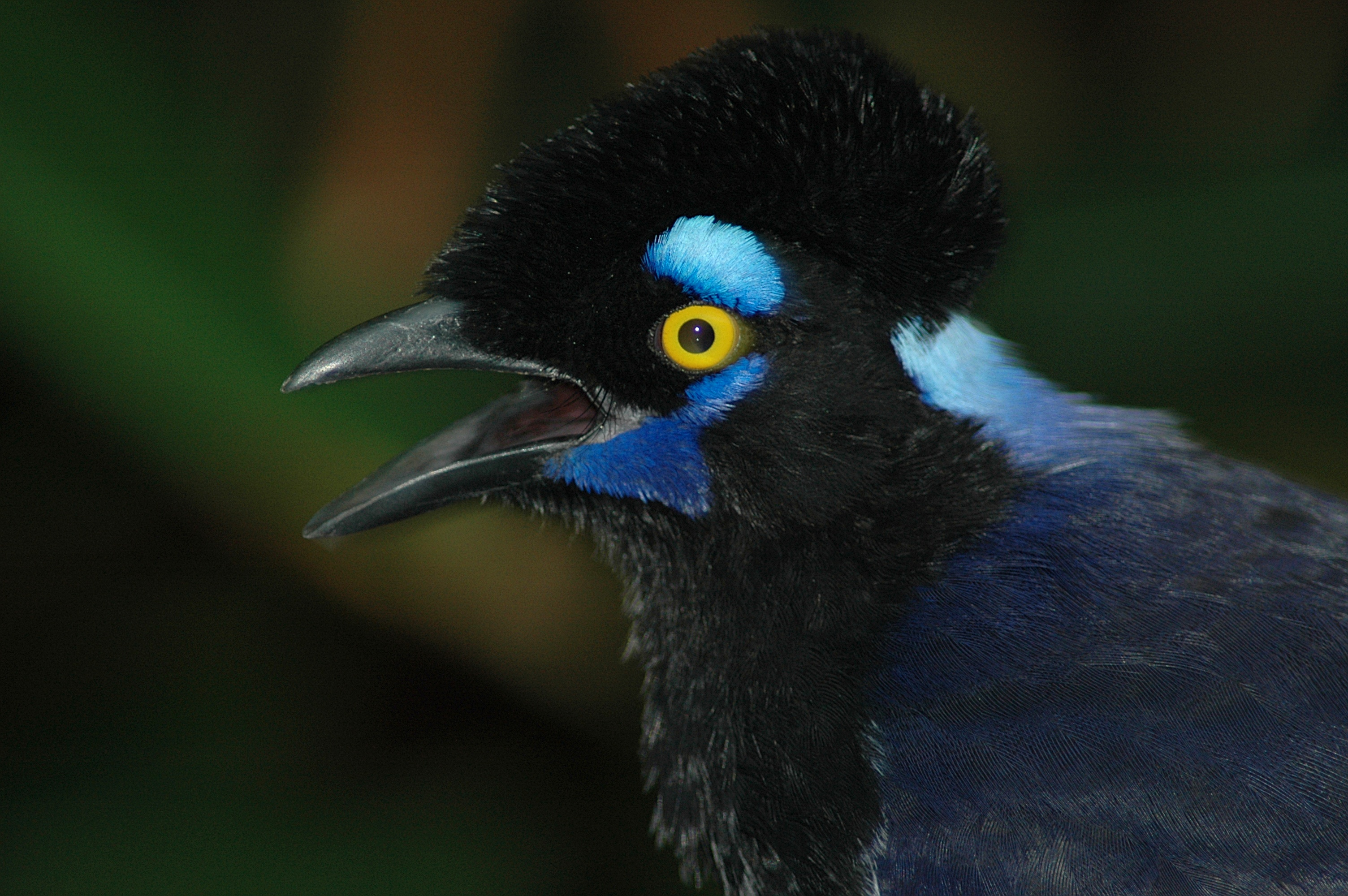
modrowronka pluszogłowa
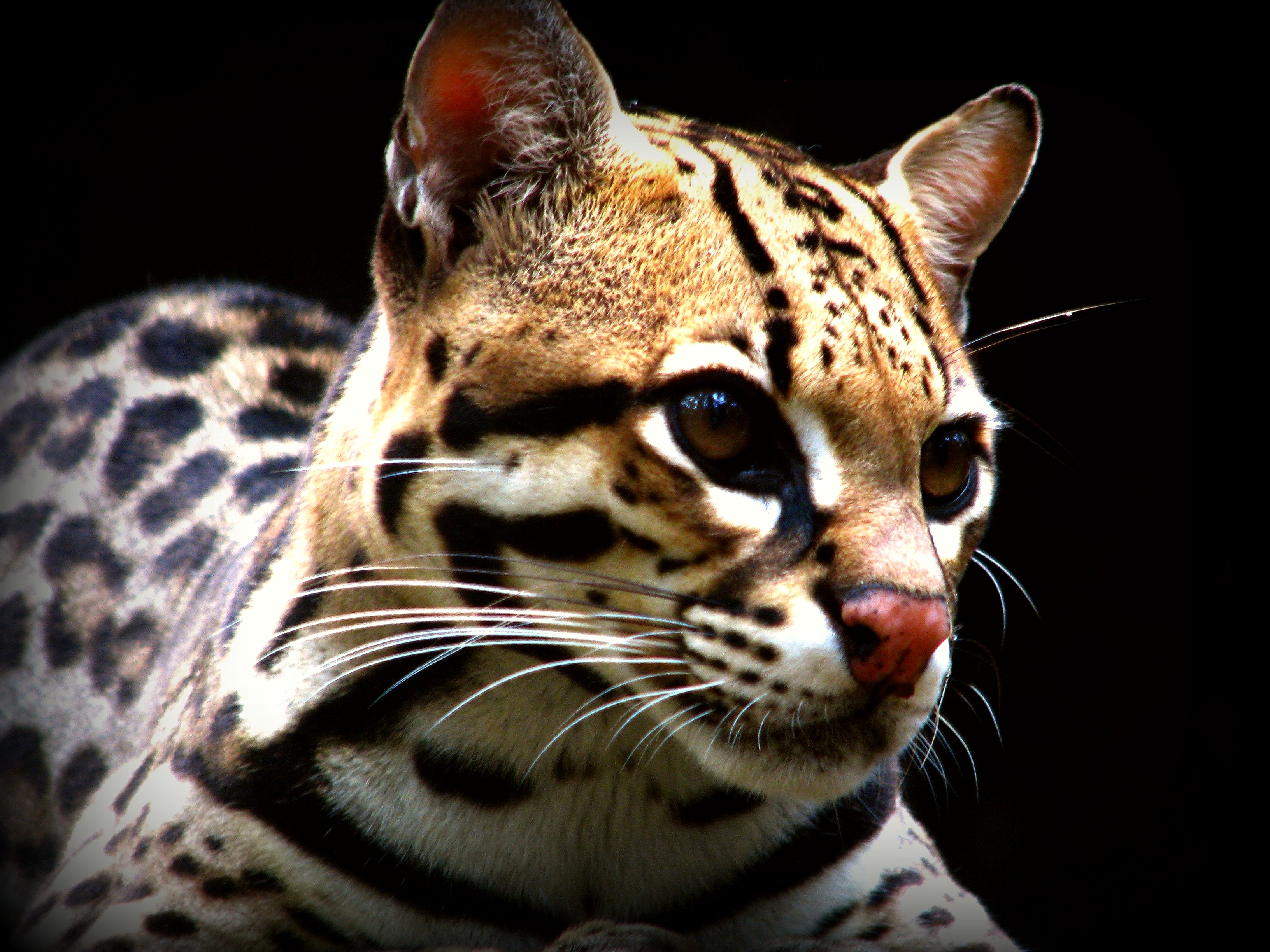
ocelot
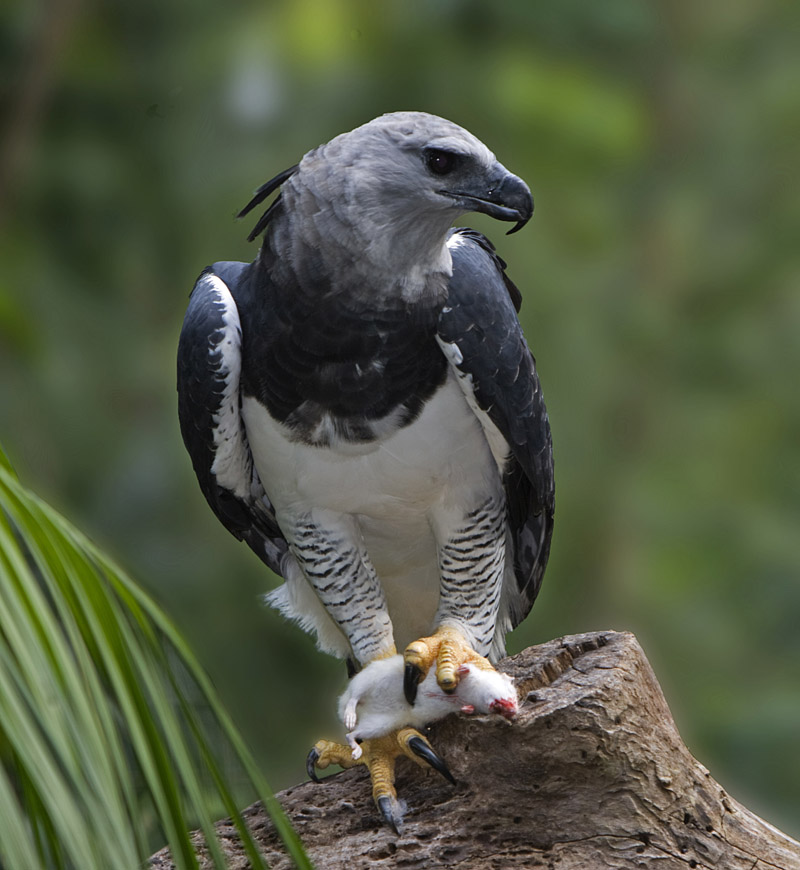
harpia wielka
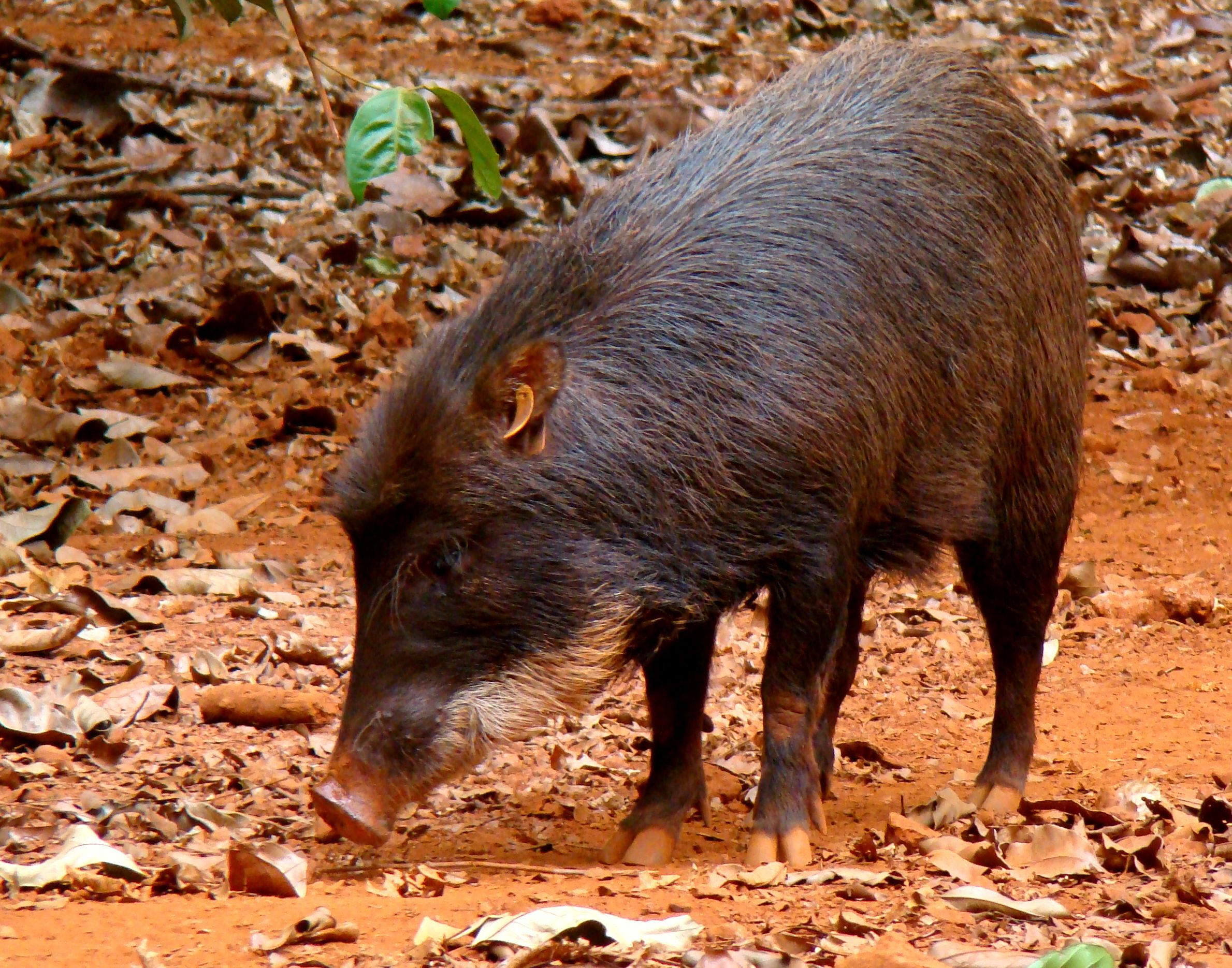
pekari białobrody